# William Forsythe (Tänzer)

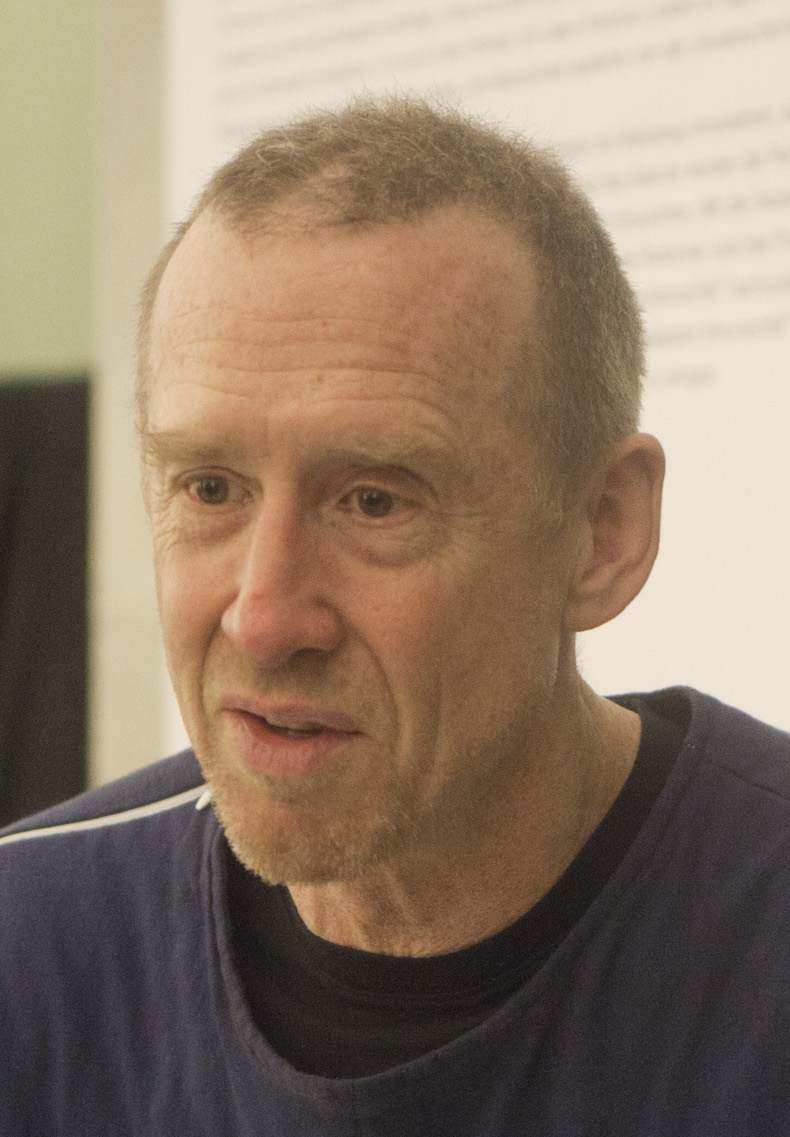
William Forsythe (2012)

William Forsythe (* 30. Dezember 1949 in New York) ist ein US-amerikanischer Tänzer und Choreograf. Während seiner Zeit als Ballettdirektor des Ballett Frankfurt (1984–2004) und The Forsythe Company (2005–2015) etablierte er sich als einer der bedeutendsten zeitgenössischen Choreografen.

## Leben
Nach seinem Tanzstudium an der Joffrey Ballet School und der Jacksonville University in Florida tanzte er ab 1971 für das Joffrey Ballet, 1973 verpflichtete ihn John Cranko für das Stuttgarter Ballett. Schon in Stuttgart fing er an zu choreografieren und wurde 1976 zum Haus-Choreografen ernannt. Bereits in der „Vor-Frankfurt-Zeit“ wurden seine Werke in München, Den Haag, London, Basel, Berlin, Frankfurt am Main, Paris, New York, San Francisco und beim Cantiere Internazionale d’Arte aufgeführt. Von 1981 an arbeitete er als freischaffender Choreograf. Mit seiner am klassischen Ballett orientierten, streng mathematischen, aber bildhaft-sinnlichen Tanzsprache zählt er zu den wichtigsten Vertretern der Ballettmoderne.
1984 übernahm er die Position des Ballettdirektors der Frankfurter Kompanie, die er in Ballett Frankfurt umbenannte. 1999 wurde Forsythe Intendant des Balletts und des TAT. Zum Ende der Spielzeit 2003/04 wurde das Ballettensemble aufgelöst. Danach gründete er die unabhängige Forsythe Company.
Von 2005 bis 2015 leitete er The Forsythe Company mit Spielorten in Frankfurt/Main und Dresden (v. a. Festspielhaus Hellerau). Zwischen 2015 und 2021 war er Professor of Practice in Dance an der University of Southern California und Berater des choreografischen Instituts an der 2012 gestifteten Fakultät USC Glorya Kaufman School of Dance.

## Der Choreograf
Der spätere Stuttgarter Intendant Klaus Zehelein erkannte als Chefdramaturg an den Städtischen Bühnen Frankfurt (1977–1987) bei Forsythe das entwicklungsfähige Ausnahmetalent und leitete den Ruf nach Frankfurt ein. William Forsythe trat 1984 seine erste Spielzeit als Ballettdirektor an. Die zu Beginn der fünfziger und sechziger Jahre anhaltende Wandlung des Balletts vom klassischen zum neo-klassischen war an seine Grenzen gekommen. Auf der permanenten Suche nach Neuem gelang es Forsythe, diese Stagnation zu unterbrechen und eine Zäsur zu setzen. Das Vokabular des klassischen Balletts ergänzte Forsythe, indem er die Zuordnung des Körpers, alleine zum Zuschauer hin, aufhob und plötzlich für die Seitengasse oder gar das Rückportal tanzen ließ. War es bisher vor allem das Brustbein, das zum Zuschauer zeigen sollte, so waren es nun alle Gliedmaßen und alle Richtungen, die eine wesentliche Rolle zu spielen hatten.
Daraus ergab sich eine unendliche Bewegungs- und Raumvielfalt, die dem Balletttänzer so bis dahin fremd war. Befreit von Ablenkendem hat sich so das Ballett neu konstituiert. Viele Ballette von Forsythe enthalten nur spärliches Bühnenbild (z. B. Limb’s Theorem), wodurch dem Tänzer an sich nochmals mehr Bedeutung entgegengebracht wurde. Hat sich in den frühen sechziger Jahren Wieland Wagner um die Entstaubung der Darstellung in der Oper verdient gemacht, so war es Forsythe, der begann, im Ballett mit Konventionen zu brechen. Ausgeklügeltes Licht versetzte Tänzer in eine noch nie dagewesene Silhouette. Teils scherenschnittartig, seitlich teilausgeleuchtet oder auch mal mit Bühnenarbeitslicht, erschuf er eine noch nicht gekannte Wahrnehmung getanzter Körper. Der Bruch mit dem Abonnementspublikum, die kurze Egon-Madsen-Zeit (1981–1984), hielt sich mindestens drei Jahre mit sehr starken Unmutsäußerungen. In den alten Stuttgarter Produktionen, die noch aus der Madsen-Zeit in Frankfurt im Repertoire blieben, wurde William Forsythe das eine oder andere Mal sogar als Tänzer entdeckt.

## Tanz-Dokumentation, Forschung und Lehre, Vorlass
In Zusammenarbeit mit Medien-Spezialisten und Pädagogen entwickelt Forsythe neue, innovative Ansätze der Tanz-Dokumentation, -Forschung und -Lehre. Seine CD-ROM «Improvisation Technologies: A Tool for the Analytical Dance Eye», die 1994 in Zusammenarbeit mit dem ZKM / Zentrum für Kunst und Medientechnologie Karlsruhe entwickelt wurde, wird weltweit in professionellen Kompanien, Tanzhochschulen, Universitäten, der Postgraduierten-Ausbildung von Architekten und in Schulen eingesetzt.
2009 wurde «Synchronous Objects for One Flat Thing, reproduced» vorgestellt, eine digitale, webbasierte Partitur, die zusammen mit der Ohio State University entwickelt wurde. Sie zeigt die Organisationsprinzipien der Choreografie und führt vor, wie sie auch im Rahmen anderer Disziplinen verwendet werden können. «Synchronous Objects» stellte das Pilotprojekt im Rahmen von Forsythes „Motion Bank“ dar, einer Forschungsplattform zur Erstellung und Erforschung digitaler Tanzpartituren in Zusammenarbeit mit Gastchoreografen.
2023 übergab Forsythe seinen Vorlass – ein Konvolut von 4000 Videobändern, dazu viele Audiotapes und vierzig laufende Regalmeter voller Unterlagen – dem Zentrum für Kunst und Medien in Karlsruhe.

## Hauptwerke
- 1976 : Urlicht
- 1982 : Gänge
- 1983 : France/Dance
- 1984 : Artifact
- 1986 : Isabelle's Dance

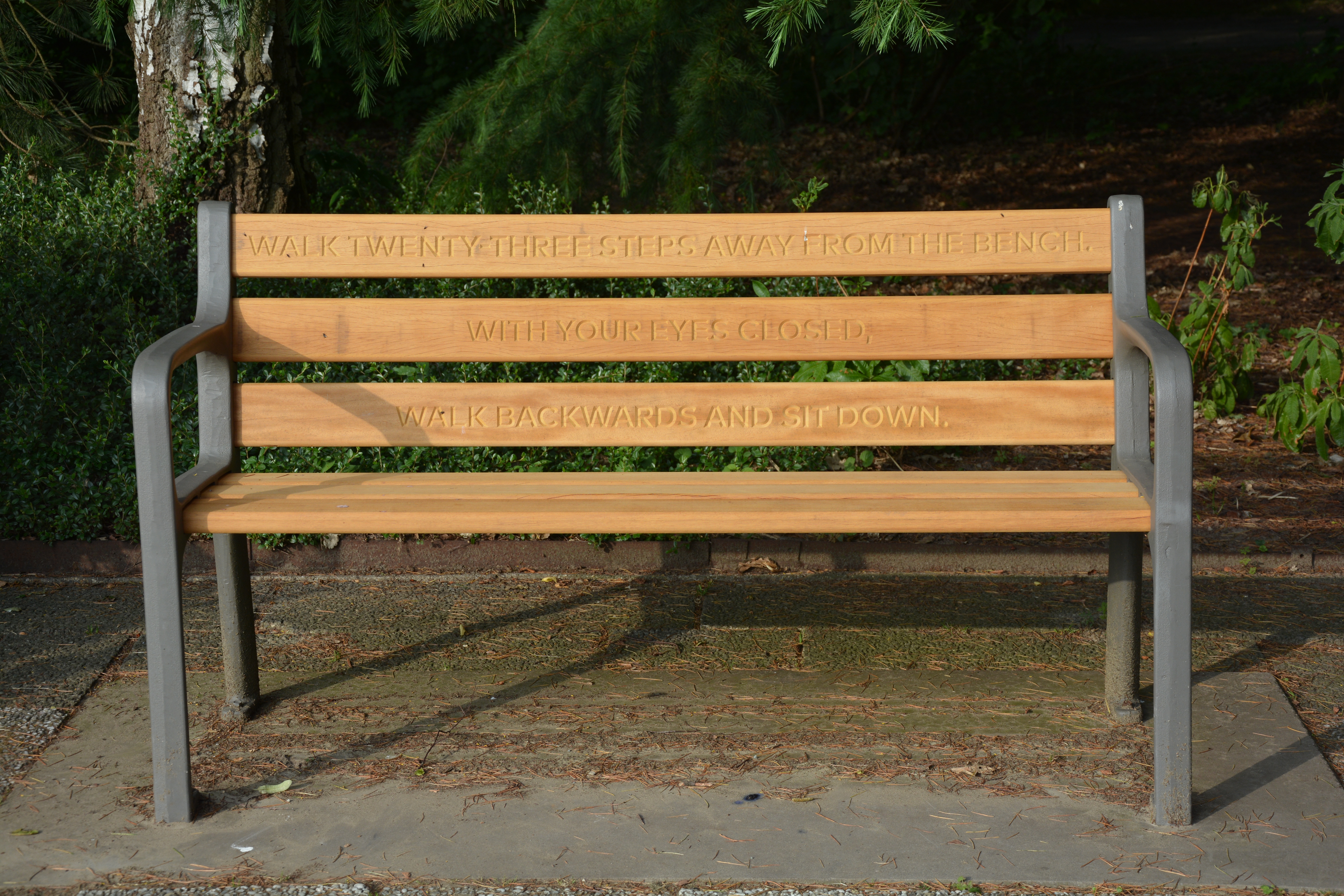
Backwards von William Forsythe

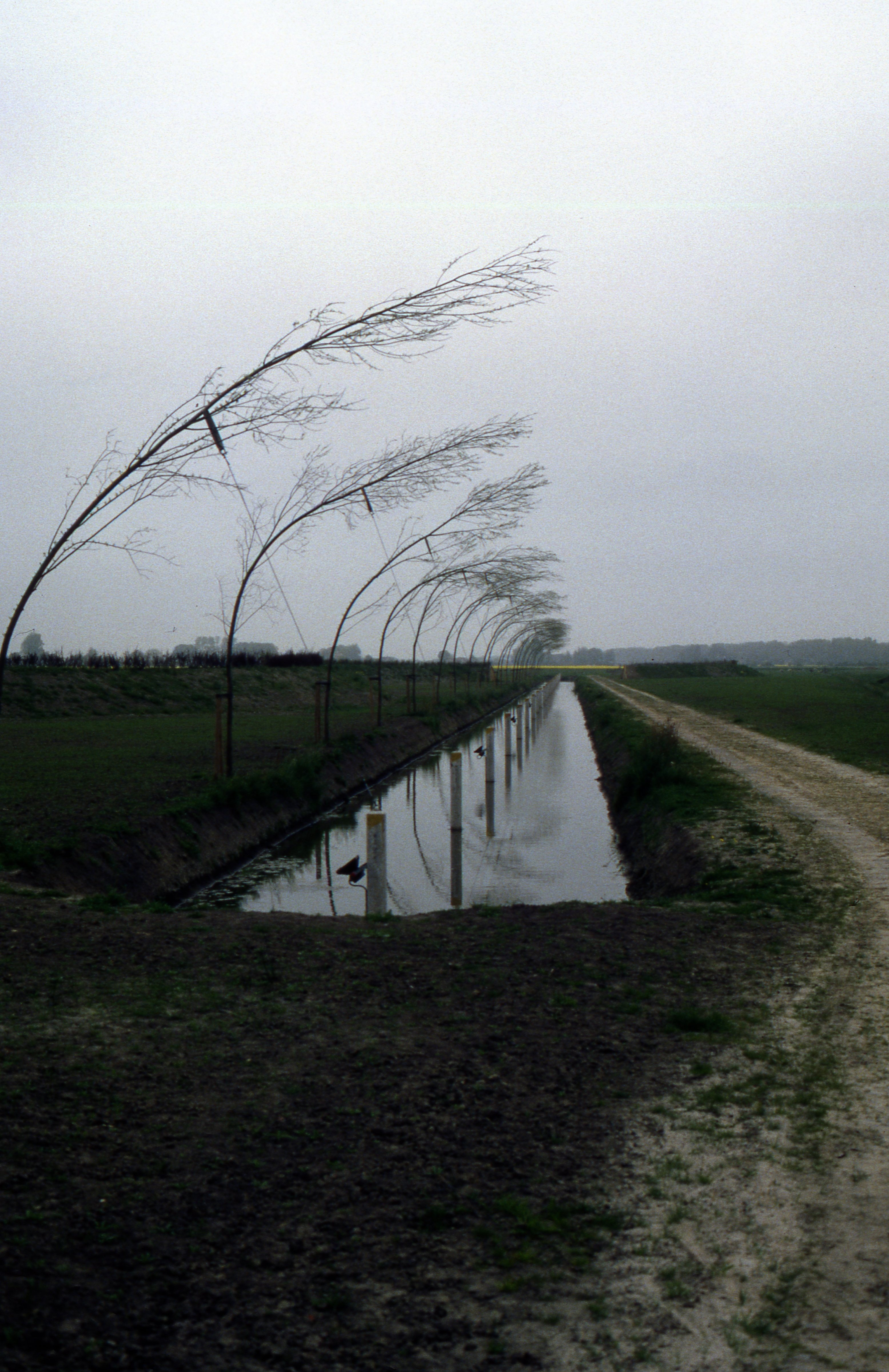
102 Stadtmarkierungen, 950 Jahre Groningen (Lewenborg)

- 1986 : Die Befragung des Robert Scott †
- 1987 : New Sleep
- 1987 : In the Middle, Somewhat Elevated
- 1988 : Impressing The Czar
- 1989 : Enemy in the Figure
- 1990 : Limb’s Theorem
- 1990 : Slingerland
- 1991 : The Second Detail
- 1991 : The Loss of Small Detail
- 1992 : Herman Schmerman
- 1992 : A L I E / N A(C)TION
- 1993 : Quintett
- 1995 : Eidos:Telos
- 1996 : Duo
- 1996 : The Vertiginous Thrill of Exactitude
- 1996 : Approximate Sonata
- 1998 : Workwithinwork
- 1999 : Three Atmospheric Studies
- 1999 : Pas/Parts
- 2000 : One Flat Thing, reproduced
- 2000 : Kammer/Kammer
- 2002 : N.N.N.N.
- 2003 : Decreation
- 2005 : Human Writes
- 2007 : I don't believe in Outer Space
- 2008 : Yes, We Can't
- 2008 : The Defenders
- 2009 : The Returns
- 2011 : Sider
- 2012 : Study #3
- 2016 : Blake Works I
- 2018 : Playlist (Track 1,2)
- 2018 : A Quiet Evening of Dance
- 2019 : Playlist (EP)
- 2020 : The Barre Project (Blake Works II)
- 2025 : Undertainment

## Auszeichnungen
- 1988: Deutscher Kritikerpreis für den Bereich Tanz
- 1995: Hessischer Kulturpreis
- 1997: Verdienstkreuz 1. Klasse der Bundesrepublik Deutschland
- Bessie Awards (1988, 1999, 2004, 2007)
- Laurence Olivier Award (1992, 1999, 2009)
- 1999: Commandeur de l'Ordre des Arts et des Lettres
- 2002: Wexner Prize
- 2003: Kulturgroschen[6]
- Nijinsky Award (2002, 2004)
- 2002: Benois de la Danse (Life Achievement)
- 2007: Prix SACD de Chorégraphie
- 2008: Faust-Theaterpreis – Sparte: Beste Choreographie – für Yes we can’t im Festspielhaus Hellerau
- 2010: Goldener Löwe für sein Lebenswerk,  8. Internationales Festival für zeitgenössischen Tanz, Biennale di Venezia
- 2012: Samuel H. Scripps / American Dance Festival Award for Lifetime Achievement
- 2014: Carina Ari Medaille (Schweden)
- 2016: Grand Prix de la SACD
- 2020: National Dance Award (UK)
- 2020: Deutscher Theaterpreis Der Faust – Preis für ein Lebenswerk[7]
- 2024: Kyoto-Preis